# Takao Aoki
Takao Aoki (青木 たかお Aoki Takao?, Utsunomiya, Prefectura de Tochigi, 20 de diciembre de 1961) es un mangaka japonés, conocido internacionalmente como el creador del manga Beyblade que más tarde se adaptó a la serie de anime, Beyblade, Beyblade: V-Force y Beyblade: G-Revolution.

## Biografía

### Carrera de Mangaka
El trabajo más conocido de Takao Aoki es Beyblade, que fue conocido en Japón como Shoot explosivo Beyblade (爆転シュートベイブレード Bakuten Shūto Beiburēdo), la cual se convirtió en una exitosa franquicia en torno a las batallas entre niños con trompos. También hizo "Bakufu Slash; Kizna", "A War Story of Metal Walker", "Mini-4WD Fighter V" y muchos otros mangas. La mayor parte del manga de Takao gira en torno a videojuegos o juguetes; Sus obras más apreciadas son:
- Beyblade: Basado en Beigoma, un juego de trompos japonés.
- Suicide! Shonentai Zoids: Considerado el trabajo más antiguo de Takao Aoki, se basó en Zoids, otro juguete japonés de Takara Tomy que se centró en kits de modelos animales. Su primer volumen fue lanzado en mayo de 1989 con un segundo lanzamiento en el mes siguiente.
- Bakufuu Slash! Kizna Arashi: Basado en un videojuego de PlayStation 2 del mismo nombre. En este juego, un niño llamado "Arashi" (que tiene un parecido menor con Naruto de la serie de anime Naruto) tiene un dragón azul como compañero monstruo, el cual es controlado con un elemento llamado "Clavo de sello demoníaco". Arashi tiene un "elemento" conocido como "Viento", ya que usa una tela blanca en su brazo como prueba de su elemento. Su rival es "Enn", tiene un dragón llamado "Blade" y posee el elemento fuego demostrado con una llama en su brazo. Su novia se llama Mika. Este es un juego SCEJ lanzado solo en Japón.
- A War Story of Metal Walker: Basado en el juego de computadora del mismo nombre.
- Mini-4WD Fighter V: Basado en un juego/juguete de carreras de autos, Mini-4WD Fighter V.

Entre sus otros mangas se incluyen Genie Hero Wataru 2 Mashin Development Daikessen, Spirit World Classroom y Slash! Kizuna Mr. Malik Super Magic Tanteidan. También trabajó (de alguna forma), en el desarrollo de Kamen Rider ZO.
El manga más reciente publicado de Takao Aoki se conoce como "Exceptionally Bizarre Story, X-Zone" (世にも奇怪な物語 Ｘゾーン) o simplemente "X-Zone". Gira en torno a la "Zona X", una "sala de miedo" que flota entre el mundo de la oscuridad y la realidad, y cuenta la historia de personas que sufren de desesperación allí como resultado de su desaparición, en una historia parte del género de misterio. Se han lanzado cuatro volúmenes, el primero se lanzó el 22 de agosto de 2007 y el último volumen el 27 de agosto de 2010.

### Vida personal
Takao Aoki ha estado trabajando casi exclusivamente como mangaka para la editorial japonesa Shogakukan. Fuentes no verificadas afirman que fue a la "Escuela de Arte Chiyoda" y tomó un curso especial en manga. Su residencia actual se encuentra supuestamente, Kamakura, Tokio.
Una vez hizo una aparición pública en el BEYBLADE World Championships 2004, que se celebró el 17 de agosto de 2004 en Times Square, Nueva York, Estados Unidos. Allí se dedicó a firmar autógrafos durante el evento a varios aficionados de Beyblade.
Sus intereses incluyen dormir, conducir, películas, perros, gatos y su mascota hámster, Konta, así como programas de televisión de construcción y renovación, recientemente.

## Curiosidades
- El nombre japonés de Tyson Granger (木ノ宮 タカオ, Kinomiya Takao), protagonista de la serie Beyblade, lleva el nombre de Takao Aoki.